# عباس عوض
عباس عوض (عربی: عباس قاسم عوض؛ زادهٔ ۱ اوت ۱۹۹۳) بازیکن فوتبال اهل لبنان است.
وی همچنین در تیم‌های ملی فوتبال زیر ۲۳ سال لبنان و لبنان بازی کرده‌است.